# Гойвайлер
Гойвайлер (нім. Heuweiler) — громада в Німеччині, знаходиться в землі Баден-Вюртемберг. Підпорядковується адміністративному округу Фрайбург. Входить до складу району Брайсгау-Верхній Шварцвальд.
Площа — 4,03 км2. Населення становить 1121 ос. (станом на 31 грудня 2020).